# Stijntje Pratomo-Gret
Stijntje (Stennie) Pratomo-Gret (Schiedam, 24 janvier 1920 – 't Zand, 27 juin 2010) est une résistante et présidente d'honneur du Comité du camp de concentration pour femmes de Ravensbrück.

## Biographie
Le 14 mai 1940, Stijntje Pratomo-Gret est témoin du bombardement de Rotterdam par les troupes allemandes. Pendant la Seconde Guerre mondiale, elle s'implique à partir de 1942 dans l'aide aux Juifs qui vivent dans la clandestinité et dans la distribution du journal illégal De Waarheid. Elle est arrêtée en janvier 1943 après avoir été dénoncée. À partir du 9 juin 1943, elle est détenue au camp de concentration de Bois-le-Duc. Elle y travaille pour Philips et a l'occasion d'y voir son amoureux Djajeng Pratomo, arrêté peu de temps après elle. Lorsque le camp de Bois-le-Duc est évacué le 9 septembre 1944, toutes les prisonnières, y compris Stijntje, sont déportées au KZ Ravensbrück. Stijntje est sélectionnée pour travailler dans l'usine Siemens. Elle est libérée en 1945 par la Croix-Rouge suédoise,, et elle passe plusieurs mois en Suède.
Stijntje Gret épouse Djajeng Pratomo en 1946. Ils s’étaient rencontrés en 1937.
Après la guerre, Stijntje participe à la fondation du Comité du camp de concentration pour femmes de Ravensbrück et du Mouvement des femmes néerlandaises (NVB). En avril 1949, Stijntje et son mari, Raden Mas Djajeng Pratomo, sont délégués au Congrès mondial des partisans de la paix à Paris. En septembre 1949, Stijntje participe à la première réunion des anciens prisonniers de Ravensbrück à Berlin.
À partir de 1949, Stijntje travaille comme journaliste : pour le journal communiste néerlandais De Waarheid, pour le magazine Uilenspiegel, et à partir de 1956 à nouveau pour De Waarheid en tant que rédactrice pour les arts.
À partir de 1967, Stijntje travaille au Bureau du design industriel d'Amsterdam. De 1976 à 1992, elle est secrétaire du comité néerlandais « Femmes de Ravensbrück ». En 1992, elle en devient la présidente. Elle prend sa retraite en 1995.
Stijntje Pratomo-Gret meurt le 27 juin 2010[réf. souhaitée].